# Simion Gociu
Simion Gociu (în ucraineană Сіміон Сіміонович Гочу) (n. 1 septembrie 1948, Molnița, raionul Herța, regiunea Cernăuți, RSS Ucraineană) este un poet român din Ucraina și militant pentru drepturile românilor din nordul Bucovinei.

## Studii și activitatea gazetărească
A absolvit studii elementare la Școala de opt ani din Molnița (1955-1963) și la Școala Medie din Horbova (1963-1966). A studiat apoi la Facultatea de Filologie din cadrul Universității de Stat din Cernăuți (1967-1972). După absolvirea studiilor universitare a lucrat ca jurnalist și profesor de limba și literatura română. 
După o scurtă perioadă în care a lucrat în calitate de corespondent la ziarul regional „Zorile Bucovinei” (1972-1973), a activat ca profesor de limba și literatura română la școala medie din comuna Cupca, raionul Adâncata (1973-1978) și ca director adjunct la școala medie din comuna Molnița (1978-1985). Începând din 1985 revine la activitatea gazetărească mai întâi pe post de corespondent
la ziarul regional „Zorile Bucovinei” (1985-1992), iar apoi ca redactor-șef al ziarului raional „Gazeta de Herța” (1992-1995) și redactor-șef al revistei săptămânale a minorității naționale române din Ucraina „Concordia” (începând din 1995).
Simion Gociu a avut o contribuție importantă la înființarea Școlii nr. 29 din Cernăuți (actualul Gimnaziu nr. 6), la fondarea „Gazetei de Herța” pentru compatrioții din raionul natal, a săptămânalului „Concordia” pentru românii din Ucraina, a revistei pentru copii „Făgurel” etc.  
Prin Decretul nr. 341 din 7 august 2000, Emil Constantinescu, președintele României, i-a conferit poetului Simion Gociu medalia comemorativă „150 de ani de la nașterea lui Mihai Eminescu” pentru contribuțiile importante aduse la studierea și difuzarea operei eminesciene. 

## Activitatea literară
Pe lângă activitatea gazetărească și didactică, Simion Gociu a scris poezii și povestiri pentru copii în limba română. El a debutat ca poet în 1965, publicând în revistele Nistru, Moldova, Buletinul „Mihai Eminescu”, Orizontul, Zorile Bucovinei, Literatura și arta, Bucovina literară, Literatorul, Glasul Bucovinei, Septentrion literar, Concordia, Arcașul, Țara fagilor, Făgurel și Gazeta de Herța.  O parte din poeziile sale au fost incluse în culegerile colective Glasuri tinere (Ed. „Carpați”, Ujgorod, 1971); Metafore românești din Bucovina de nord. Antologie (vol. I, ediție îngrijită de Vasile Constantinescu și Ion Puha; vol. II, ediție îngrijită de Valeriu Stancu, Ed. „Cronica”, Iași, 1998, 2000); Eterna iubire. Antologie (Ed. Biodova, București, 1999).
Primul său volum de versuri intitulat Sărutul spicelor a fost publicat la Ujgorod în 1984. Au urmat și alte volume de poezii și povestiri pentru copii: La țărmure de suflet (1989), Oul gastronomic (1998), Lacrima toamnei (1999), Dar cine ești tu? (1999), Sincer vorbind (2000), Ambasadorul luminii (2004), Bună dimineața, septembrie (2005) etc. Poezii și povestiri originale scrise de Simion Gociu au fost incluse în „Abecedarul” pentru școlile cu limba de predare română din Ucraina (Ed. „Bukrek”, Cernăuți, 1997, 2001, 2002, 2003, 2004). 
Despre creația poetică a lui Simion Gociu au scris mai mulți critici și poeți. Criticul literar Adrian Dinu Rachieru a scris un eseu intitulat „Un «eu visător»: Simion Gociu” în antologia sa Poeți din Bucovina, observând că versul poetului „e un vers cantabil, pe un ton de tristă baladă”. În prefața la volumul Oul gastronomic (1998), poetul Vasile Tărâțeanu remarcă faptul că „fabulele și epigramele din această plachetă demonstrează că autorul lor știe să surprindă grotescul unor situații ridicole (…), să moralizeze, să deturneze sensul cuvintelor, să fie incisiv”. 
Simion Gociu este membru în mai multe asociații ale scriitorilor: Uniunea Națională a Scriitorilor din Ucraina (1992), Uniunea Scriitorilor din Moldova (1993), Societatea Scriitorilor Bucovineni (1995), Uniunea Scriitorilor din România (1998) și Societatea Scriitorilor Români din Cernăuți (1999).
În anul 2010, Societatea Culturală „Ștefan cel Mare - Bucovina” din Suceava i-a decernat poetului și jurnalistului Simion Gociu din nordul Bucovinei titlul de „Omul Anului 2009”, el fiind distins cu „Crucea de Aur Sf. Ștefan cel Mare” în cadrul celei de-a VIII-a ediții de decernare a premiilor anuale. 

## Volume
- Sărutul spicelor (Ed. „Carpați”, Ujgorod, 1984) - volum de versuri
- La țărmure de suflet (Ed. „Carpați”, Ujgorod, 1989) - volum de versuri
- Oul gastronomic (Ed. „Alexandru cel Bun”, Cernăuți, 1998) - volum de epigrame și fabule, cu o prefață de Vasile Tărâțeanu
- Lacrima toamnei (Ed. „Augusta”, Timișoara, 1999) - volum de versuri, cu o prefață de Vasile Tărâțeanu
- Dar cine ești tu? (Ed. „Misto”, Cernăuți, 1999) - povestiri pentru copii
- Sincer vorbind (Ed. „Misto”, Cernăuți, 2000) - volum de eseuri și schițe, cu o postfață de Mircea Lutic
- Ambasadorul luminii (Ed. Casa de carte „Bukrek”, Cernăuți, 2004) - versuri pentru copii
- Bună dimineața, septembrie (Ed. „Misto”, Cernăuți, 2005)
- Curcubeu răstignit (Ed. Zelena, Cernăuți, 2010) - versuri